# Daheshang Shan
Daheshang Shan är ett berg i Kina. Det ligger i provinsen Liaoning, i den nordöstra delen av landet, omkring 330 kilometer sydväst om provinshuvudstaden Shenyang. Toppen på Daheshang Shan är 492 meter över havet, eller 93 meter över den omgivande terrängen. Bredden vid basen är 0,70 km.
Runt Daheshang Shan är det mycket tätbefolkat, med 1 177 invånare per kvadratkilometer. Närmaste större samhälle är Jinzhou, 6,3 km väster om Daheshang Shan. Trakten runt Daheshang Shan består i huvudsak av gräsmarker.
Genomsnittlig årsnederbörd är 726 millimeter. Den regnigaste månaden är juli, med i genomsnitt 257 mm nederbörd, och den torraste är januari, med 11 mm nederbörd.